# Epione crasselineata
Epione crasselineata là một loài bướm đêm trong họ Geometridae.